# Xã Freedom, Quận Faulk, South Dakota
Xã Freedom (tiếng Anh: Freedom Township) là một xã thuộc quận Faulk, tiểu bang Nam Dakota, Hoa Kỳ. Năm 2010, dân số của xã này là 145 người.